# 劉子輔
劉子輔（？—1422年），明朝廬陵人，政治人物。
其由國子監生任監察御史，后巡按浙江。之後升任廣東按察使。后因事連坐，降為諒江知府。黎利謀反后，其與守將集兵民死守九月，之後城陷兵敗，自縊身亡。